# Ericeia congressa
Ericeia congressa är en fjärilsart som beskrevs av Walker 1858. Ericeia congressa ingår i släktet Ericeia och familjen nattflyn. Inga underarter finns listade i Catalogue of Life.